# Alejandro Casañas
Alejandro Francisco Casañas Ramirez (L'Avana, 29 gennaio 1954) è un ex ostacolista cubano, medaglia d'argento alle Olimpiadi di Montreal del 1976 e alle Olimpiadi di Mosca del 1980 nei 110 m ostacoli.

## Biografia
Dopo la conquista della medaglia d'argento alle Olimpiadi di Montréal 1976, Casañas ottenne la propria rivincita l'anno successivo, quando vinse alle Universiadi di Sofia la medaglia d'oro nella propria specialità dei 110 m ostacoli, realizzando anche il primato mondiale con il tempo di 13"21, che detenne fino al 1979.
Alle successive Olimpiadi di Mosca 1980, si confermò ancora al secondo posto, anche se sfiorò la vittoria, battuto per un solo centesimo dal tedesco orientale Thomas Munkelt.